# Sotsialnyi Rukh - Movimiento Social (Ucrania)
El Movimiento Social (en ucraniano: Соціальний рух, romanizado:  Sotsialʹnyy Rukh o Sotsialnyi/Sotsialniy Rukh; SR) es una organización ucraniana de izquierdas creada en 2015, que se basa en los principios del socialismo democrático y se opone al capitalismo y la xenofobia. Opera en las ciudades más grandes de Ucrania (Kyiv, Krivyi Rih, Lviv, Odesa, Dnipró y Járkiv). El grupo aspira a convertirse en un partido político de base y alcanzó cierta notoriedad durante la invasión rusa de Ucrania en 2022, cuando hizo un llamamiento a la izquierda internacional para que apoyara la resistencia ucraniana al imperialismo ruso e hizo campaña contra el recorte de ciertos derechos laborales por parte del Gobierno ucraniano en tiempos de guerra.

## Historia
El Movimiento Social se basó en la iniciativa Asamblea de la Revolución Social, creada a raíz de las protestas del Euromaidán de 2013-2014 por activistas de movimientos sociales, sindicales y de izquierda, en particular la organización marxista antiestalinista "Oposición de Izquierda" (no confundir con el partido del mismo nombre). Este último se originó a partir del ala trotskista de la Organización de Marxistas a la que se unieron izquierdistas independientes, por ejemplo, antiguos miembros de Acción Directa, un sindicato de estudiantes sindicalista.
Durante las protestas del Maidán de 2013-2014, representantes de la Oposición de Izquierda hicieron circular "Diez Puntos" de reivindicaciones sociales, que declaraban que la causa de los problemas no resueltos del país era el sistema del capitalismo oligárquico, y llegaron a la conclusión de la necesidad de una fuerza política de base democrática de izquierdas, que promoviera un programa de orientación social en interés de la clase trabajadora de todo el país por encima de las divisiones regionales o lingüísticas. Candidatos individuales de la Asamblea de la Revolución Social se presentaron al Ayuntamiento de Kyiv en las elecciones locales de 2014, pero la actividad principal se desarrolló en el ámbito de la política de calle y las actuaciones de protesta.
El congreso del 1 de mayo de 2015, que contó con la presencia de la figura de Mayo del 68 Alain Krivine, sentó las bases para el comité organizador del futuro partido llamado "Movimiento Social" y la organización pública del mismo nombre, que se registró el 8 de junio de 2016. El Movimiento Social se concibió como una amplia asociación abierta a diversos miembros de la Nueva Izquierda ucraniana, incluidas las corrientes democráticas, libertarias y revolucionarias del socialismo, desde los socialdemócratas hasta los anarquistas. En ella participan, entre otros, algunos de los editores de las publicaciones de izquierda crítica Commons (Spilne) y Politychna Krytyka.

## Actividades
Los activistas del Movimiento Social actúan en las organizaciones sindicales de la Confederación de Sindicatos Libres de Ucrania (Sindicato Independiente de Mineros de Ucrania, Sindicato Libre de Trabajadores Ferroviarios de Ucrania) y la Federación de Sindicatos de Ucrania (Sindicato Profesional de Trabajadores de la Industria de la Construcción y Materiales de Construcción de Ucrania, Sindicato de Trabajadores de Grúas). La organización presta apoyo jurídico en cuestiones de derechos laborales, respalda iniciativas feministas, ecologistas y "piratas", y también promueve movimientos sociales como el movimiento de base de enfermeras y trabajadores médicos "Sé como Nina".
La organización se opone a lo que considera medidas gubernamentales neoliberales y antisociales. Organiza concentraciones contra la comercialización del sector público, las reformas laborales favorables a las empresas, las subidas de las tarifas del transporte público y la violencia de extrema derecha. El grupo apoya regularmente las acciones sindicales y de derechos humanos, las marchas feministas del 8 de marzo y las manifestaciones contra el cambio climático, intentando aportar una crítica anticapitalista a estos temas. Considera necesario democratizar la vida pública, descentralizar la política, defender los derechos de las mujeres y del colectivo LGBTQ+, luchar contra el patriarcado y la discriminación por nacionalidad, etc.
En su lucha contra la política de austeridad y el cierre de instituciones presupuestarias, los activistas de la organización participaron en las protestas por el mantenimiento de los puestos de trabajo en la planta aeroespacial de Pivdenmash en Dnipró (2015-2016), en la marcha de protesta de 350 kilómetros de médicos de la ciudad de Romny, que protestaron contra el cierre de la policlínica local (2016), y en defensa de los derechos de los miembros del sindicato independiente de la estación de trolebuses de Kurenivske en Kyiv (desde 2016). El Movimiento Social también apoyó al personal manifestante del hospital de Kryvyi Rih durante el conflicto laboral.
El Movimiento Social presta apoyo a los trabajadores de la planta metalúrgica ArcelorMittal Kryvyi Rih, las plantas mineras y de procesamiento y otras empresas de Kryvyi Rih, que desde 2017 han estado haciendo campaña para aumentar los salarios al nivel de 1000 euros y mejorar las condiciones laborales en los lugares de trabajo. Manifestando su solidaridad con los trabajadores de Kryvyi Rih, la organización eligió esta ciudad para celebrar varias de sus acciones del Primero de Mayo (en particular, en 2018 y 2019), y también participó en el estudio del importe de la retirada de beneficios de la exportación de mineral de hierro de Ucrania a zonas extraterritoriales. Un representante del Movimiento Social, Vitaly Dudin, fue candidato autoproclamado en las elecciones parlamentarias de 2019 por el distrito electoral 31 de Kryvyi Rih.
El Movimiento Social es crítico con la legislación ucraniana de descomunización, pero también con los partidos de la "vieja izquierda" de Ucrania, por ser estalinistas, socialmente conservadores, proempresariales y prorrusos. Por ejemplo, las concentraciones antifascistas en memoria de Stanislav Markelov y Anastasia Baburova, asesinados por neonazis rusos, las presentaciones de libros como Left-Wing Europe, un relato de los partidos y movimientos de izquierda europeos, o la colección de obras de León Trotsky en ucraniano.
El grupo también lleva a cabo actividades educativas sobre diversos temas de política nacional e internacional, teoría y práctica política (el capitalismo y la teoría laboral del valor, los derechos de los trabajadores y el movimiento obrero, la historia de los movimientos socialistas en Ucrania y en el extranjero, lecciones de la izquierda internacional como el ascenso y la caída de Syriza o las campañas de Jeremy Corbyn y Bernie Sanders).

## Cooperación internacional
El Movimiento Social mantiene vínculos con varios partidos, organizaciones e iniciativas socialistas extranjeros. En vísperas de la invasión rusa de Ucrania en 2022, el Movimiento Social hizo un llamamiento a la solidaridad antibélica de los países extranjeros de izquierda contra la amenaza del imperialismo ruso, que también condenó en una declaración conjunta con el opositor Movimiento Socialista Ruso. Una carta a la izquierda occidental desde Kiev escrita por uno de los activistas del Movimiento Social que se unió a las Unidades de Defensa Territorial (Teroborona) obtuvo eco internacional.
Con el comienzo de la guerra ruso-ucraniana a gran escala, el Movimiento Social comenzó a organizar campañas de apoyo internacional al pueblo de Ucrania en los círculos de la izquierda democrática y revolucionaria extranjera, que incluían convoyes sindicales de ayuda humanitaria y la promoción de reivindicaciones políticas como la cancelación de la deuda externa de Ucrania. Sus activistas ayudaron a crear la Red Europea de Solidaridad con Ucrania y a redactar el manifiesto feminista "El derecho a resistir".
La delegación de solidaridad que asistió a la conferencia del Movimiento Social en Lviv, dedicada al desarrollo de la Red Europea de Solidaridad con Ucrania, incluía a diputados y otras figuras políticas destacadas de Francia (Olivier Besancenot, Catherine Samary, Mireille Fanon Mendès-France), Suiza (Stéfanie Prezioso), Polonia (Paulina Matysiak), Finlandia (Veronika Honkasalo), Dinamarca (Søren Søndergaard) y Argentina (Juan Carlos Giordano). El 17 de septiembre de 2022, el Movimiento Social celebró en Kiev una conferencia nacional a la que asistieron invitados internacionales.
Sobre la base de la condena de la invasión de Ucrania, partidos, iniciativas y activistas de diferentes países del mundo, desde Brasil hasta Hong Kong y Japón, establecieron contactos con el Movimiento Social. En los países vecinos, el Movimiento Social coopera estrechamente con el Movimiento Socialista Ruso contra la guerra y con el partido polaco Left Together (Lewica Razem). Además de Lewica Razem, la campaña del Movimiento Social a favor de la cancelación de la deuda también cuenta con el apoyo de otras fuerzas de izquierdas en Europa (principalmente del Centro y del Norte), como la Alianza Rojo-Verde en Dinamarca, la Alianza de Izquierdas en Finlandia y el Bloque de Izquierdas en Portugal.
Incluso antes, el Movimiento Social estableció una cooperación activa con la Campaña de Solidaridad con Ucrania británica, gracias a la cual los problemas del movimiento obrero ucraniano fueron expresados en el Parlamento británico por diputados del Partido Laborista, el Partido Verde de Inglaterra y Gales, el Partido Nacional Escocés y el Plaid Cymru. El diputado John McDonnell ha elogiado al Movimiento Social por estar "al frente del apoyo a las campañas, huelgas y manifestaciones progresistas, sindicales y ecologistas"[33]. El Movimiento Social acogió a una delegación de activistas y sindicalistas británicos de izquierdas, entre ellos Adam Price, Mick Antoniw, Julie Ward y Paul Mason, días antes de la intervención rusa.
Al igual que el núcleo del propio Movimiento Social, muchos de sus contactos también proceden de la tradición trotskista, como la Alianza por la Libertad de los Trabajadores británica, el Nuevo Partido Anticapitalista y Ensemble! francés, el Partido Socialismo y Libertad o el Partido Socialista Unificado de los Trabajadores brasileños. Así, la organización solicitó el estatus de observador en la Cuarta Internacional (tras la reunificación). También mantiene contactos con otras asociaciones internacionales y organizaciones sindicales extranjeras, por ejemplo, la Iniciativa Sindical Obrera Panpolaca anarcosindicalista. Por su parte, el Movimiento Social organizó y participó en acciones callejeras de solidaridad con protestas sociales y democráticas en el extranjero, protestas en Bielorrusia y Kazajistán, el movimiento de liberación kurdo, etc.

## Principios programáticos
El programa del Movimiento Social une a la amplia izquierda democrática ucraniana sobre la base del socialismo, el anticapitalismo y el feminismo y esboza los 12 puntos principales de la transformación política y social:
1. "Gobierno del pueblo en lugar del gobierno de los oligarcas": ampliar el papel de las instituciones democráticas en la sociedad introduciendo elementos de democracia directa y electrónica, legislación efectiva sobre referendos, aumento de la representación de los trabajadores en los órganos de gobierno.
2. "Socialización de la economía": Nacionalización y control obrero de empresas estratégicas y bancos. Aplicación de la planificación democrática en la economía.
3. "Control obrero y trabajo decente": representación de los trabajadores en los órganos de gobierno de las empresas, aumento del papel de los sindicatos y asociaciones públicas en su gestión. Relaciones laborales legales y estables, regulación de formas flexibles de empleo, paquete social a cargo del empresario.
4. "Justicia fiscal": tributación a un tipo del 50% por la compra de objetos de lujo cuyo valor supere el millón de grivnas. Imposición progresiva de los ingresos de particulares y empresas. Embargo de todos los activos de las "sociedades offshore" hasta que se demuestre la legalidad de los fondos invertidos.
5. "Asistencia a los campesinos": desarrollo de las infraestructuras de las aldeas y creación de puestos de trabajo por parte del Estado en las empresas agrícolas.
6. "Depuración social": restricción de la posibilidad de ocupar cargos en los órganos de la administración del Estado y de presentarse como candidato a los consejos a determinados grupos de población, como: capitalistas, altos directivos de grandes grupos financieros e industriales o diputados de las dos últimas convocatorias.
7. "Control público de los fondos presupuestarios": desarrollo de un sistema de presupuestos participativos para las comunidades, descentralización de los fondos y competencias presupuestarias. "Contabilidad abierta" de los organismos estatales, las instituciones presupuestarias y las empresas monopolísticas.
8. "Superación del aparato coercitivo": reducción sucesiva de los costes del aparato coercitivo. Garantía de reunión pacífica y libertad de asociación independientemente de las opiniones políticas, oposición a cualquier forma de censura y ataque a los derechos civiles.
9. "Salud, educación, progreso": educación y medicina gratuitas, creación de una plataforma para la cooperación activa e igualitaria de científicos, gestores y ciudadanos. Aumento de la financiación estatal de la investigación teórica y aplicada.
10. "Garantizar la soberanía popular": negativa a seguir cooperando con el Fondo Monetario Internacional y otras instituciones financieras internacionales y cierre de sus oficinas de representación en Ucrania. Exigencia de condonar la deuda externa.[37]
11. "Igualdad por encima de todo": afirmación de la igualdad de las culturas de todos los grupos nacionales. Garantía de la representación de las mujeres en todas las esferas de la vida pública. Protección contra la discriminación por motivos de sexo, lengua, nacionalidad, raza, orientación sexual, etc. Integración social de los inmigrantes y concesión de asilo a los refugiados.
12. "Garantizar la paz": defender la vida de los civiles y la integridad territorial de Ucrania, luchar contra los ataques rusos y de cualquier otro país.